# Ophioxylon
- Commons
- Wikispecies

Ophioxylon é um género botânico pertencente à família Apocynaceae.

## Classificação do gênero
| Sistema | Classificação                    | Referência               |
| ------- | -------------------------------- | ------------------------ |
| Linné   | Classe Polygamia, ordem Monoecia | Species plantarum (1753) |